# Ariadne Daskalakis
Pour les articles homonymes, voir Daskalakis.
Ariadne Daskalakis (Boston, 1er décembre 1969) est une violoniste d'origine greco-américaine, qui vit en Allemagne et en plus de ses concerts, y est active en tant que professeure de violon à la Haute école de Musique et de danse de Cologne.

## Biographie
Daskalakis grandit dans une famille grecque immigrée de première génération aux États-Unis. Elle se forme tôt au violon et reçoit parmi d'autres l'enseignement d'Eric Rosenblith de la New England Conservatory. Puis elle étudie à la Winsor School de Boston, à la Juilliard School à New York avec Szymon Goldberg et à l'Université des arts de Berlin avec Ilan Gronich et Thomas Brandis. Elle y passe en 1999 son examen de fin d'études. En plus de sa formation musicale, elle a obtenu en 1993, un Bachelor of arts de l'Université Harvard.
Dans les années de 1992 à 2003, elle travaille en étroite collaboration avec l'Ensemble Oriol de Berlin, qui joue principalement sans chef d'orchestre et s'est également produite en tant que premier violon et en tant que soliste. En 1994, Ariadne Daskalakis fonde, en collaboration avec les principaux membres de cet ensemble, le Quatuor Manon de Berlin, avec qui elle se produit en concert et au disque jusqu'en 2007. En tant que soliste, elle joue entre autres, avec la Kammerakademie Potsdam, l'Orchestre symphonique de Berlin, la Nordwestdeutsche Philharmonie, l'Orchestre de chambre de Stuttgart, l'English Chamber Orchestra, l'Orchestre de chambre de Prague, l'Orchestre philharmonique de Brno, l'Orchestre philharmonique de Stuttgart, l'Orchestre de chambre de Cologne, L'Orchestre national d'Athènes, l'Orchestre symphonique de la radio Bavaroise à Munich, l'Akademie für Alte musik Berlin, l'Orchestre philharmonique de Dortmund, l'Académie de Cologne, le New Bedford Symphony Orchestra, le Norsk Barokkorkester et le Concerto Köln. Ses partenaires de musique de chambre en récital comprennent les pianistes Paolo Giacometti, Roglit Ishay, Anthony Spiri, Nina Tichman et Miri Yampolsky.
Son répertoire couvre la musique ancienne et nouvelle dans la même mesure et de manière très large. En 2004, elle participe à la création du concerto pour violon « Dessins » de Caspar Johannes Walter avec l'Ensemble musica viva de Munich ; en 2005, à Vienne, elle participe à la création de « Herr K und Frau N » de Christoph Coburger avec l'altiste Sebastian Gottschick. En 2011, elle participe en tant que soliste et l'Akademie für Alte musik Berlin avec Juan Kruz Diaz de Garaio Esnaola (et la compagnie Sasha Waltz & Guests) au « les Quatre Saisons » d'après Vivaldi dans une version chorégraphiée par Production "4x4". Elle est cofondatrice de l'Ensemble Vintage de Cologne et joue la musique ancienne selon l'interprétation historiquement informée de la musique ancienne et le répertoire classique avec des cordes en boyau, un archet historique et accompagné de piano-forte.
En 2012, elle a fondé le festival international d'été Music from Land’s End Wareham, à Wareham dans le Massachusetts. La même année, elle participe également à la fondation de la semaine internationale de musique de chambre à l'Académie Européenne de musique et d'art dramatique de Palazzo Ricci, à Montepulciano. Depuis 2015, elle est la directrice artistique du Palazzo Ricci.
Après avoir passé divers concours régionaux entre 1985 et 1986 (Boston Symphony Youth Orchestra Concerts, Brookline Concerto Competition, Mystic Valley Concerto Competition), elle reçoit, en 1986, la Christa McAuliffe Medallion de l'université de Framingham ; toujours en 1987, elle obtient le prix Francis Lanier du New England Conservatory. En outre, elle a remporté le concours Ibolyka Gyarfas de Berlin (1992), le Concours International de l'ARD de Munich (1998) et du concours pour instruments à cordes du Saint Louis Symphony (2000). Elle a été boursière de la société Mozart de Dortmund (2000).

## Discographie
- Ries, Sonates pour violons. Ariadne Daskalakis, Wolfgang Brunner (2015, CPO)
- Biber, Rosenkranzsonaten - Ariadne Daskalakis, Ensemble Vintage de Cologne (2015, BIS Records)
- Kalliwoda, Concertino pour violon, Ouvertures. Ariadne Daskalakis, De Cologne, De L'Académie/ Michael Alexander Volonté. CPO 2015.
- "7 With One Stroke". Concertos d'Antonio Vivaldi. Ariadne Daskalakis, Orchestre de chambre de Stuttgart (2013, Tacet)
- Haendel, Sonates pour violon - Ensemble Vintage de Cologne, Ariadne Daskalakis (2010, Naxos) (« Sélection du mois » dans le magazine The Strad)
- Lutosławski, Œuvres pour violon et piano ; Szymanowski: Myths ; Janáček, Sonate pour violon - Ariadne Daskalakis, Miri Yampolsky, piano (2009, Naxos)
- Haydn, Concertos pour instruments solistes - Double concerto en fa majeur, Hob.XVIII:6. Ariadne Daskalakis, Harald Hoeren, fortepiano ; Orchestre de chambre de Cologne, dir. Helmut Müller-Brühl (2007, Naxos)
- Tartini, Cinq concertos pour violon - Ariadne Daskalakis, Orchestre de chambre de Cologne, dir. Helmut Müller-Brühl (2005, Naxos) (CD du mois chez Naxos, du magazine The Strad : « sélection de concertos »)[7]
- Raff, Sonates pour violon n° 1, 3 et 4 - Ariadne Daskalakis, Roglit Ishay (2004, Tudor)
- Raff, Sonates pour violon n° 2 et 5 - Ariadne Daskalakis, Roglit Ishay (2004, Tudor)
- Fauré, L'horizon fantastique : pièces pour piano et violon - Ariadne Daskalakis, Roglit Ishay (2003, Carpe Diem)
- Matteis, Biber, Baltzar, Corelli, J. S. Bach, Violino Arioso - Ariadne Daskalakis, Helene Lerch, Gabriella Strümpel (2000, Tudor)
- Schubert, Purcell, Janáček, Quatuor Manon de Berlin - Ariadne Daskalakis, Bernhard Forck, Sebastian Gottschick, Anna Carewe (concert, 1998, IPPNW)
- Saint-Saëns, Debussy, Mozart, Brahms,  Ariadne. Ariadne Daskalakis, Roglit Ishay (1996, Carpe Diem)
- Purcell, Mendelssohn, Montagne - Quatuor Manon de Berlin - Ariadne Daskalakis, Bernhard Forck, Sebastian Gottschick, Anna Carewe (concert, 1995, IPPNW)